# Rômulo (satélite)

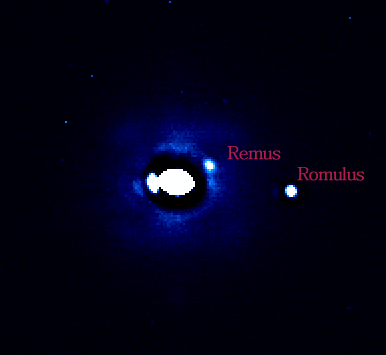
87 Sílvia e seus dois satélites, Rômulo e Remo.

RômuloPB, ou RómuloPE, oficialmente (87) Sílvia I Rômulo, é a lua exterior e maior de Sílvia que está localizado no cinturão principal de asteroides, para não ser confundido com o asteroide 10386 Rômulo que órbita diretamente o Sol. Segue-se uma órbita quase circular próxima do equador ao redor do asteroide pai. A este respeito, é semelhante à outra lua Remo.

## Descoberta
Rômulo foi descoberto no dia 18 de fevereiro de 2001 através do telescópio Keck II, por Michael E. Brown e Jean-Luc Margot.

## Nome
A sua designação completa é (87) Sílvia I Rômulo; antes de receber seu nome, ele era conhecido como S/2001 (87) 1. A lua tem o nome de Rômulo, o fundador mitológico de Roma, um dos filhos gêmeos de Reia Sílvia criados por um lobo.

## Características físicas
87 Sílvia tem uma densidade baixa, o que indica que ele é provavelmente uma pilha de escombros formados quando os restos de uma colisão entre a seu corpo-mãe e outro asteroide acrescentados gravitacionalmente. Por isso, é provável que ambos Rômulo e Remo, a segunda das luas de Sílvia, são pilhas de escombros menores, que acrescidos em órbita ao redor do corpo principal dos restos da mesma colisão. Neste caso, o seu albedo e densidade são esperados para ser semelhantes aos de Sílvia.
A órbita de Rômulo deverá ser bastante estável — ela está muito dentro da esfera de Hill de —Sílvia, mas também muito fora da órbita síncrona.
O satélite tem um diâmetro com cerca de 18 quilômetros, orbita a uma distância de 1356 ± 5 quilômetros, levando 3,6496 ± 0,0007 dias (87,59 h) para completar uma órbita ao redor de Sílvia.